# 東新良和
東新 良和（とうしん よしかず、1986年11月2日 - ）は、日本の元俳優、元タレント。
埼玉県出身。以前はジャニーズ事務所に所属していた。

## 来歴
SMAPファンの母親が履歴書を送り、ジャニーズ事務所に入所。ジャニーズJr.内ユニット・☆☆I★N★G★進行形のメンバーとしても活動。2004年頃には「東新&ABC」としてABC（後のA.B.C-Z）とともに活動している。バラエティ番組やバックダンサーを経て、主に俳優として活動した。
亜細亜大学経営学部経営学科に進学した。

## 出演

### テレビドラマ
- SPACE ANGEL 2001円宇宙の旅（日本テレビ、2000年）[6] - ケンジ 役[7]
- 怖い日曜日第8話（日本テレビ、2000年）
- 3年B組金八先生（TBS）[4] - 成迫政則 役
  - 第6シリーズ（2001年10月 - 2002年3月）
  - 3年B組金八先生ファイナル〜「最後の贈る言葉」（2011年3月）
- 天使の歌声 〜小児病棟の奇跡〜（2002年） - 神谷健太 役
- 大河ドラマ・武蔵 MUSASHI（NHK、2003年9月 - 12月）[4]  - 真田大助 役
- 俺たちの旅SP 〜30年目の運命〜（日本テレビ、2003年12月） - 津村直也 役
- 渡る世間は鬼ばかり 第7・8・9シリーズ（TBS、2004年5月 - ） - 戸田司 役
- 24時間テレビ スペシャルドラマ みぽりんのえくぼ（日本テレビ、2010年8月28日） - 梅野晃敬 役

### 映画
- 黄泉がえり（2003年） - 中島優一 役[8]

### 舞台
- SHOW劇・SHOCK（2002年6月4日 - 28日、帝国劇場）[9] - リョウ 役[10]
  - SHOCK is Real Shock（2003年1月8日 - 2月25日、帝国劇場） - カズ 役
  - Shocking SHOCK（2004年2月6日 - 29日、帝国劇場） - カズ 役
- PLAYZONE'04 WEST SIDE STORY（2004年7月2日 - 8月5日、青山劇場 / 8月9日 - 16日、大阪フェスティバルホール）[11] - ベイビー・ジョン 役[12]
- WEST SIDE STORY（2004年12月4日 - 30日、青山劇場 / 2005年1月4日 - 9日、大阪厚生年金会館）[13] - ベイビー・ジョン 役[14]
- 女たちの忠臣蔵（2006年9月1日 - 27日、明治座[15] 他） - 大石主税 役[16]
  - 明治座創業140周年記念 女たちの忠臣蔵（2012年1月2日 - 1月28日、明治座）[17]
  - 女たちの忠臣蔵（2013年5月6日 - 26日、博多座） - 大石主税 役[18]
- 忠臣蔵-いのち燃ゆるとき-（2007年3月3日 - 4月22日、明治座）
- POLKA-ポルカ-（2007年8月22日 - 29日、本多劇場） - 棟方研也 役[19]
- スタジアム（2008年8月15日 - 19日、本多劇場）
- あしたブログ（2009年4月1日 - 5月9日、「劇」小劇場ほか）
- PRODUCE UNIT JOE Company 8 Vol.7 『ろうろう』（2009年10月28日 - 11月2日、本多劇場）[20][21]
  - PRODUCE UNIT JOE Company 8 『THE KIDS』（2010年8月25日 - 29日、本多劇場）
- ディズニー・ライブ!「ミッキー＆ミニーのスターをさがせ!!」（2011年3月19日 - 8月31日、名古屋国際会議場 センチュリーホール 他） - ライブMC（長谷川純とどちらかが出演）[22]
- ドメスティック・パレード（2012年7月14日 - 22日、青山円形劇場）[23]

### バラエティ
- ねばぎば!TOKIO（1998年、フジテレビ）[24]
- 裸の少年（テレビ朝日）[25][26]

### CM
- 日本マクドナルド「てりたまバーガー」（2001年3月）[27]